# Voděrady (Bílence)
Voděrady (německy Wodierad) jsou malá vesnice v Ústeckém kraji v okrese Chomutov. Stojí v mírně zvlněné krajině Mostecké pánve osm kilometrů jihovýchodně od Chomutova a přibližně jeden kilometr od Bílenců. Jižně od vesnice protéká řeka Chomutovka.
Až do první čtvrtiny sedmnáctého století Voděrady bývaly drobným šlechtickým statkem, jehož centrem byla zdejší tvrz. Během třicetileté války panské sídlo zaniklo a vesnice od té doby patřila k bíleneckému statku, který většinu doby patřil k červenohrádeckému panství. Po zrušení poddanství se vesnice stala osadou Bílenců. Hlavním zdrojem obživy lidí bývalo zemědělství. Po druhé světové válce klesl počet obyvatel na desetinu předválečného počtu a v roce 2011 zde žilo osmnáct obyvatel.

## Název
Název Voděrady označoval (pravděpodobně ironicky) lidi, kteří mají rádi vodu, ale existuje také možnost, že byl odvozen z příjmení Voděrad ve významu ves Voděradovy rodiny. V historických pramenech se jméno vesnice vyskytuje ve tvarech: de Wodihrade (1281), in Wodyerad (1362), in Woyerad (1372), na Voděradech (1495) nebo Wodierad a Woděrad (1846).

## Historie
Voděrady byly od třináctého století sídlem drobného šlechtického statku. První písemná zmínka o vesnici pochází z roku 1229 a je uvedena ve druhém svazku edice pramenů Regesta diplomatica nec non epistolaria Bohemiae et Moraviae. V roce 1281 ve Voděradech sídlili Bohuš a Beneš z Voděrad, kteří byli uvedeni jako svědci na listině, kterou Chotěbor z Račic odkázal křimovský újezd chomutovské komendě řádu německých rytířů. V letech 1362–1372 je písemně doložena existence voděradské tvrze, která i se vsí patřila Litoltovi z Moravěvsi. Okolo roku 1387 ji získal Bořita ze Pšovlk. Z jeho příbuzných patřila roku 1412 Albrechtovi a v roce 1415 Křížovi ze Pšovlk. Roku 1495 byl majitelem Jindřich z Vřesovic a v roce 1519 Bedřich Satanéř z Drahovic. Po Bedřichovi Voděrady připadly Pavlovi, který je vlastnil ještě roku 1544. Po něm na tvrzi sídlil v roce 1579 Cyril Satanéř z Drahovic a po něm Kryštof, který vesnici prodal Magdaléně Lobkovicové ze Salmu. O čtyři roky později od ní vesnici koupil Václav mladší Hochhauser z Hochhausu a od roku 1601 statek spravovala jeho manželka Marie. Když jejich syn dosáhl dospělosti, prodal roku 1613 Voděrady Anně Hruškové z Března, rozené z Hochhauzu. Její dcery Eva Kelblová, Alžběta Kaplířová a Brigita statek prodaly roku 1629 Pavlovi Michnovi z Vacínova, který jej připojil k Bílencům. Nepotřebná tvrz poté chátrala a roku 1652 je uvedena jako pustá. Stávala v poli jihovýchodně od vesnice. Terénní nerovnosti po příkopu a pozůstatcích zdiva byly patrné ještě na počátku dvacátého století.
Během třicetileté války zpustla řada usedlostí a podle berní ruly z roku 1654 ve vsi žil pouze jeden sedlák a pět chalupníků. Dohromady jim patřily tři potahy, čtrnáct krav, šest jalovic, jedna ovce, jedenáct prasat a jedna koza. Hlavním zdrojem obživy bylo pěstování pšenice a žita. Bílenecký statek včetně Voděrad patřil od roku 1637 k postoloprtskému panství Václava Michny z Vacínova, ale roku 1667 od něj byly obě vsi odděleny. O rok později se staly součástí panství Záluží, nicméně v letech 1694–1704 byly Bílence správním centram statku Bílence a Voděrady, ke kterému patřily také Hořetice a Žiželice. Statek vlastnili Krakovští z Kolovrat a roku 1738 jej od nich koupil kníže Jindřich z Auersperku a připojil k červenohrádeckému panství.
V polovině osmnáctého století si ve Voděradech soukromý mlynář pronajímal od vrchnosti mlýn a jedna židovská rodina provozovala koželužskou dílnu, u které také obchodovala s dobytkem, plátnem, peřím a řemeny. Roku 1880 byl založen sbor dobrovolných hasičů. Mlýn fungoval až do první světové války. Vodu k němu přiváděl zaniklý náhon od jezu mezi hořeneckým mlýnem a Bílenci. Zanikl také rybník, který býval u cesty do Škrle. Zásobování pitnou vodou zajišťovala jediná studna. Neměla však dostatek vody, a proto si pro ni voděradští chodili až do Bílenců nebo hořeneckého mlýna. Nová, osmnáct metrů hluboká studna, byla vyhloubena až ve třicátých letech dvacátého století poblíž Ovčího mostu přes Chomutovku. Na konci šedesátých let byl postaven vodovod, který přivádí vodu z údlického vodojemu. Od roku 1869 jsou Voděrady částí obce Bílence.

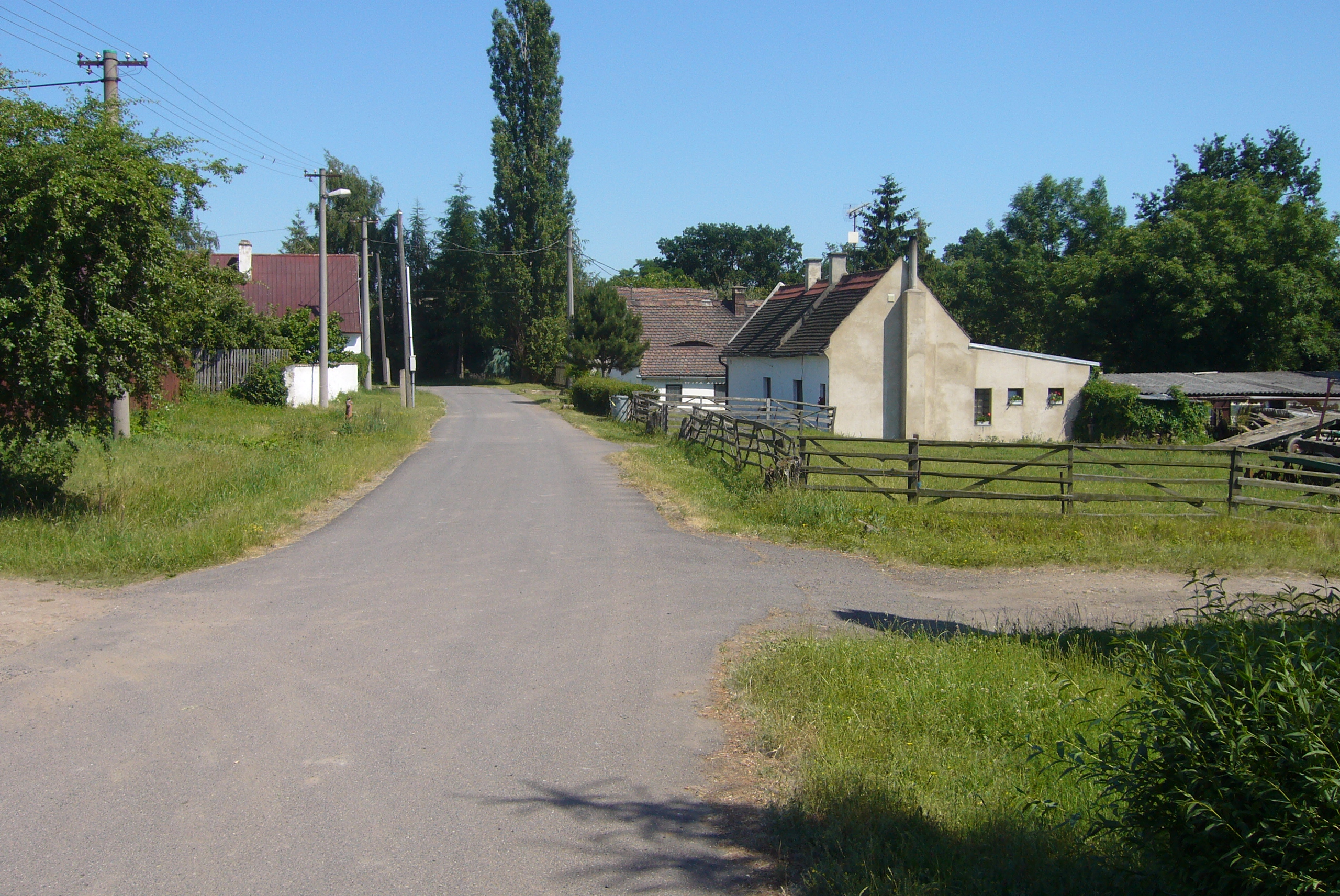
Východní část bývalé návsi

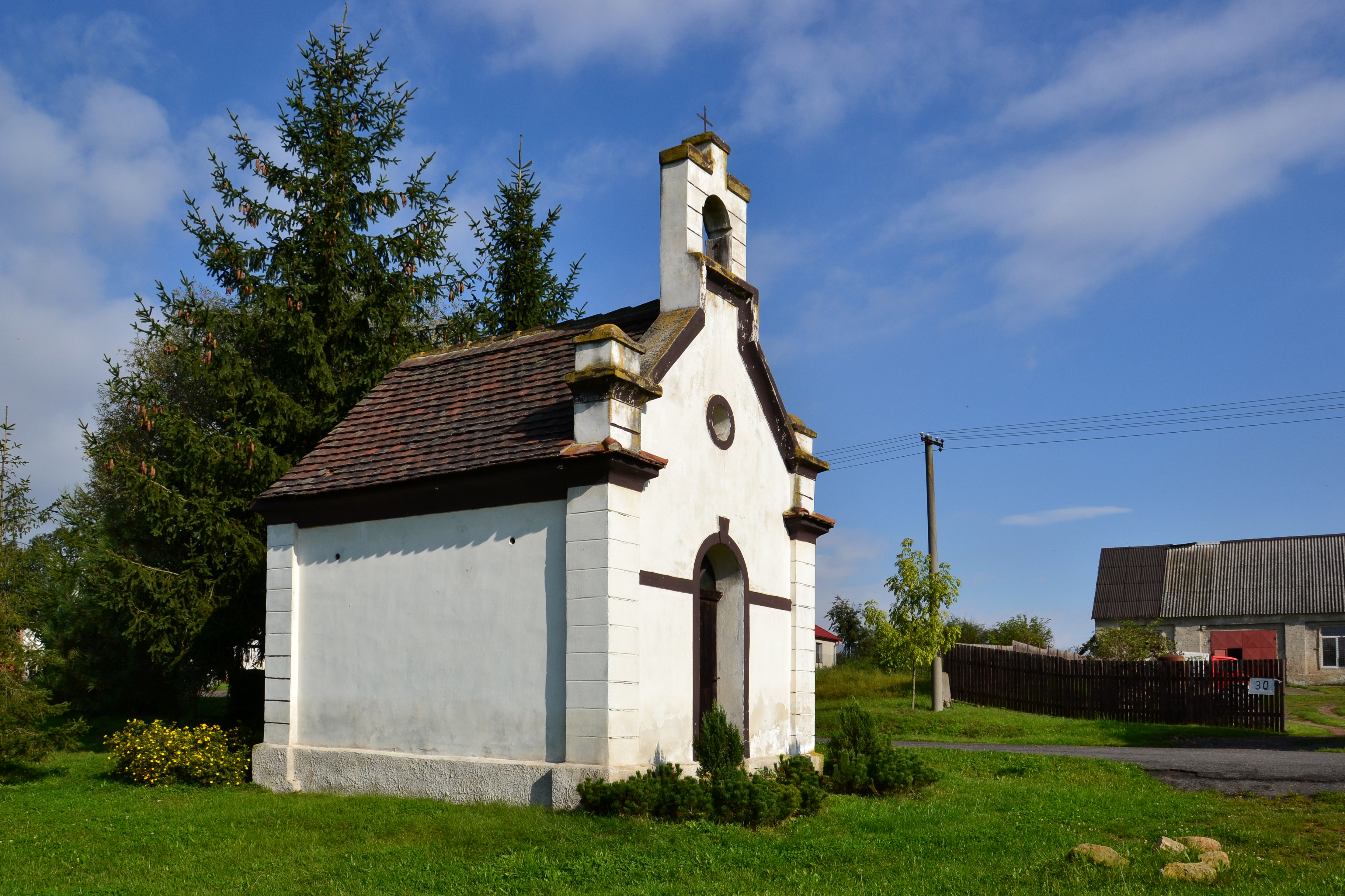
Kaple Srdce Panny Marie

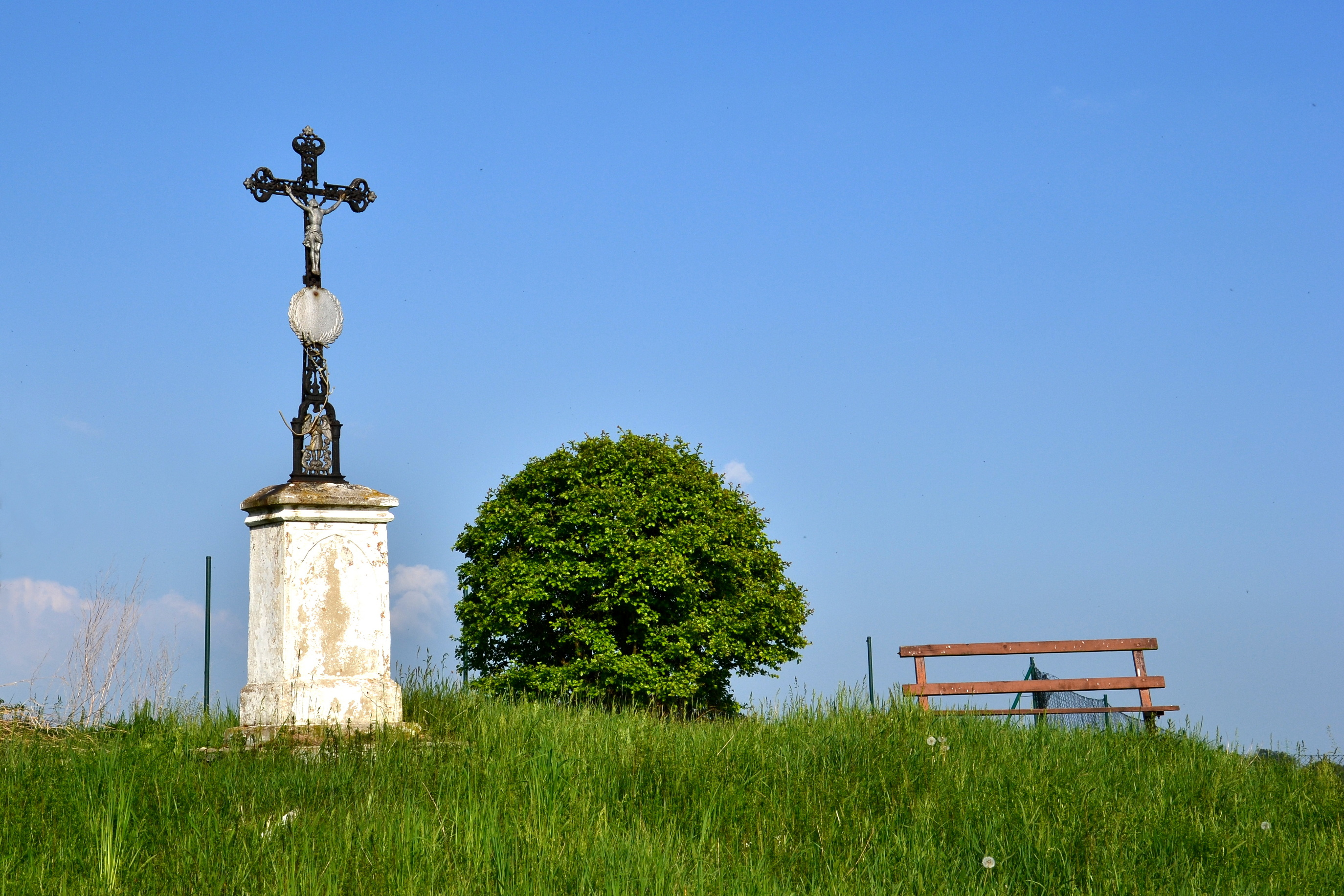
Kříž u vjezdu do vesnice

Až do roku 1925 fungoval zdejší ovčín, který si poté koupila první česká rodina, jež se do vesnice přistěhovala. Roku 1926 byla do vsi zavedena elektřina. I v období po první světové válce bývalo hlavním zdrojem příjmů zemědělství. Pěstovalo se obilí, brambory, hrách a cukrová řepa. Před druhou světovou válkou se zvýšil podíl pěstované zeleniny (zelí, hlávkový salát, okurky) a pícnin (vojtěška, jetel, vikev). Produkty a přebytky z hospodářství se prodávaly v Chomutově. Ne všichni obyvatelé měli dostatečně velké pozemky, a proto si lidé přivydělávali řemesly nebo obchodem. Ve vesnici bývala hospoda s prodejem lihovin a tabáku a malý obchod s lahvovým pivem a minerálkami.
Na začátku druhé světové války voděradští muži nastoupili do armády a první z nich padli už v roce 1940. Do vesnice a jejího okolí spadlo při bombardovacích náletech mnoho bomb. Dne 15. února 1945 byly bombami poškozeny tři usedlosti, hospoda a stodola usedlosti čp. 11. Rudá armáda do Voděrad dorazila večer 8. května 1945 a zanechala v nich jeden tank s posádkou. V průběhu jara a léta roku 1946 byli čtyřmi transporty vystěhováni němečtí obyvatelé.
Ve druhé polovině dvacátého století byla zbořena řada statků, které lemovaly původní náves. Zbořen měl být i Ovčí most, ale roku 1993 byl opraven. Část domů sloužila na počátku 21. století jako rekreační chalupy.

## Přírodní poměry
Voděrady leží v Ústeckém kraji v katastrálním území Bílence o rozloze 7,03 km² asi osm kilometrů jihovýchodně od Chomutova a necelý jeden kilometr východně od Bílenců.
Geologické podloží širšího okolí tvoří neogenní sedimenty: písky, štěrky a jíly, pod kterými jsou uložené hnědouhelné sloje. Samotná vesnice stojí v chráněném ložiskovém území Škrle, jehož surovinou jsou nežáruvzdorné jíly. V geomorfologickém členění Česka vesnice leží v Mostecké pánvi, konkrétně v podcelku Chomutovsko-teplická pánev a okrsku Jirkovská pánev. Jižně od vesnice, podél silnice Nezabylice–Škrle, vede hranice západního výběžku okrsku Blažimská plošina. U silnice mezi Voděrady a Bílenci se nachází bílá stráň zvaná Voděrák. Ve strmém svahu v ní je vyhloubena jeskyňka, která údajně během druhé světové války sloužila jako protiletecký kryt.
Z půdních typů se pod vesnicí a severně od ní vyskytují smonice modální a na pravém břehu Chomutovky černozem luvická. Jižně od vesnice protéká Chomutovka, která je jediným vodním tokem. V okolí nejsou žádné vodní plochy. V rámci Quittovy klasifikace podnebí se celé území nachází v teplé oblasti T2, pro kterou jsou typické průměrné teploty −2 až −3 °C v lednu a 18–19 °C v červenci. Roční úhrn srážek dosahuje 550–700 milimetrů, počet letních dnů je 50–60, počet mrazových dnů se pohybuje mezi 100–110 a sněhová pokrývka zde leží 40–50 dnů v roce.

## Obyvatelstvo
Při sčítání lidu v roce 1921 zde žilo 115 obyvatel (z toho 57 mužů). Kromě pěti cizinců byli všichni německé národnosti a hlásili se k římskokatolické církvi. Podle sčítání z roku 1930 měla vesnice 99 obyvatel, z nichž bylo dvanáct Čechů, 83 Němců a čtyři cizinci. I tentokrát byli všichni římskými katolíky.
|                                                                       | 1869 | 1880 | 1890 | 1900 | 1910 | 1921 | 1930 | 1950 | 1961 | 1970 | 1980 | 1991 | 2001 | 2011 | 2021 |
| --------------------------------------------------------------------- | ---- | ---- | ---- | ---- | ---- | ---- | ---- | ---- | ---- | ---- | ---- | ---- | ---- | ---- | ---- |
| Obyvatelé                                                             | 114  | 105  | 100  | 73   | 102  | 115  | 99   | 56   | 61   | 34   | 30   | 24   | 17   | 18   | 16   |
| Domy                                                                  | 20   | 20   | 20   | 23   | 22   | 22   | 22   | 10   | —    | 8    | 9    | 10   | 10   | 11   | 11   |
| Počet domů z roku 1961 je zahrnut v celkovém počtu domů obce Bílence. |      |      |      |      |      |      |      |      |      |      |      |      |      |      |      |

### Náboženství
Voděrady patřily až do roku 1910 k římskokatolické farnosti Vysočany. Hřbitov ve vesnici nebyl, a mrtví se pohřbívali ve Škrli. Později byly Voděrady součástí farnosti Údlice–Přečáply a po jejím zániku připadly k chomutovskému děkanství.

## Doprava
Voděrady leží na silnici třetí třídy č. 25117, která sem vede z Bílenců a zde končí. Se silnicí č. 25116 je vesnice spojena krátkou komunikací a u jejich křižovatky stojí zastávka autobusové linkové dopravy. Nejbližší železniční stanice jsou Hořetice na trati Lužná u Rakovníka – Chomutov vzdálené asi pět kilometrů. Chomutovské stanice na trati Chomutov–Cheb jsou asi devět kilometrů daleko. Nevedou tudy žádné turisticky značené trasy ani cyklotrasy.

## Pamětihodnosti
Voděradská kaple Srdce Panny Marie byla postavena na přelomu devatenáctého a dvacátého století. Po roce 1945 chátrala, a jeden čas sloužila dokonce jako kurník. Opravena a znovu vysvěcena byla až roku 1994. U vjezdu do vesnice stojí nad silnicí kříž z roku 1866.